# Панина, Варвара Васильевна
Варвара Васильевна Панина (урождённая Васильева, 1872 — 10 июня 1911) — исполнительница цыганских песен и романсов. Была знаменита сильным низким контральто и особой манерой пения.

## Биография
Варвара Васильевна родилась в семье цыганских конеторговцев. С 14 лет начала работать — пела в цыганском хоре ресторана «Стрельна» под руководством Александры Ивановны Паниной. Через некоторое время вышла замуж за племянника руководительницы и перешла в ресторан «Яр».
Уже будучи замужем, Варвара Васильевна обрела широкую известность. Начиная с 1902 года, стала давать концерты на сцене; первый прошёл в петербургском зале Дворянского собрания и имел успех. В конце концов, Варвара Васильевна оставила работу в ресторане и стала выступать исключительно на эстраде.
Умерла от болезни сердца 10 июня (28 мая по старому стилю) 1911 года, похоронена на Ваганьковском кладбище (27 уч.).
До наших дней сохранилось более 50 записей песен в исполнении певицы.

## Отзывы современников
В своём дневнике Александр Блок назвал Варю Панину «божественной». Там же он пишет: «Сидели мы с Ремизовым, заводили граммофон, все больше Варю Панину».
А. И. Куприн писал: «Слыхал — увы! лишь в граммофоне, — Варю Панину. Заочно понимаю, какая громадная сила и красота таилась в этом глубоком, почти мужском голосе».
Художник Константин Коровин однажды противопоставил пение Варвары Паниной и Фёдора Шаляпина:

 — Ты слышишь… — сказал Шаляпин Серову, — Константину не нравится, что я пою. Плохо пою. А кто же, позвольте вас спросить, поёт лучше меня?
 — А вот есть. Цаганка одна поёт лучше тебя.
 — …Какая цаганка?
 — Варя Панина. Поёт замечательно. И голос дивный.
 — …Это какая же, позвольте вас спросить, Константин Алексеевич, Варя Панина?
 — В «Стрельне» поёт. За пятёрку песню поёт. И поёт как надо…
По словам В. А. Теляковского, «особы царской фамилии», долгое время не посещавшие Мариинский театр «ввиду смутного времени» 1905—1906 годов, неожиданно заполнили царскую ложу, когда было объявлено очередное выступление Вари Паниной 1 марта 1906 года.